# Sechs Maindörfer
Als Sechs Maindörfer (auch Ansbachische Maindörfer, nur Maindörfer) wurden die unter der Landesherrschaft der Markgrafen von Brandenburg-Ansbach stehenden Orte Gnodstadt, Marktsteft, Martinsheim, Obernbreit, Oberickelsheim und Sickershausen bezeichnet. Die weit in das Gebiet des Würzburger Hochstifts hineinragenden Gemarkungen wurden auch zum markgräflichen Oberschultheißenamt Obernbreit verwalterisch zusammengefasst. Im Jahr 1730 wandelte man den Bezirk in das Oberschultheißenamt Marktsteft um.

## Geschichte

### Vorgeschichte (bis 1448)
Die sechs späteren Maindörfer machten im Mittelalter zunächst alle unterschiedliche, historische Entwicklungen durch. Im Jahr 1225 erhielt König Heinrich VII. die Vogtei in Steft, dem späteren Marktsteft, und in Sickershausen vom Bischof von Würzburg zu Lehen. Zugleich begannen auch die Burggrafen von Nürnberg aus dem Haus Hohenzollern am Maindreieck Besitzungen zu erwerben. Sie fassten insbesondere in Obernbreit und Martinsheim Fuß, wo sie sich die Vogtei mit dem Würzburger Domkapitel teilen mussten.
Das aufstrebende Geschlecht der Herren von Hohenlohe-Brauneck war gleichzeitig im 13. Jahrhundert damit beschäftigt eine Herrschaftsbasis entlang des schiffbaren Flusses aufzubauen. Sie erwarben bald das sogenannte „feudum Herbipolense“ (lat. etwa würzburgisches Lehen) von den jeweiligen Vorbesitzern in den sechs Dörfern und begannen eine eigene Landesherrschaft zu etablieren. Hierzu übernahm man ganz offiziell die Vogtei, wie in Marktsteft, oder formte ersessene und usurpierte Reichsrechte, wie in Obernbreit, zu landesherrschaftlichen Rechten um.
Durch diese Aneignungen und Verleihungen entstand bis ins 14. Jahrhundert ein geschlossenes, hohenlohisches Gebiet um Creglingen-Brauneck, zu dem auch die sechs Maindörfer zählten. Gottfried III. von Hohenlohe-Brauneck hatte allerdings keine männlichen Nachkommen und stellte deshalb im Jahr 1380 die Grafschaft den Burggrafen von Nürnberg unter Schutz und Schirm. Zehn Jahre später, 1390, starb Gottfried und die Burggrafen erhielten die Güter vom römisch-deutschen König Wenzel als Reichs-Mannlehen verliehen.
Dennoch kam es weiterhin zu Konflikten, weil noch Neffen und die Schwägerin des verstorbenen Gottfried lebten. Ein Schiedsgericht unter Vorstand des Grafen Günther von Schwarzburg und des Landgrafen Johann von Leuchtenberg gelangte zu dem Ergebnis, dass die Besitzungen an die Hohenloher Erben fallen sollten. Dennoch stellten die Nürnberger Burggrafen aus der Familie der Hohenzollern weiterhin Ansprüche. Nach dem Tod der Margaretha von Hohenlohe im Jahr 1429 erhielt deren Sohn Michael Burggraf zu Magdeburg die Besitzungen.

### Die sechs Maindörfer (bis 1806)
Michael veräußerte daraufhin die Besitzungen an den inzwischen zum Markgrafen von Brandenburg-Ansbach aufgestiegenen Albrecht Achilles aus dem Haus der Hohenzollern. Mit Urkunde vom 13. Oktober 1448 gelangten unter anderem die Orte „(...) Obernbreit, Gnotstat, Stefft, Sickershausen, Kalten Suntheim, Merteshaim, Oberycelshaim und Ehenheim (...)“ an die Markgrafen. Enheim und Kaltensondheim blieben nicht lange in den Händen der Markgrafen, sondern wurden bald anderen Adelsgeschlechtern zu Lehen gegeben.
Die Markgrafen begannen bald die erworbenen Güter zu organisieren. Die sechs Maindörfer erhielten zu Beginn des 17. Jahrhunderts ein eigenes Oberschultheißenamt mit Sitz in Obernbreit, das allerdings dem Oberamt in Creglingen zugeordnet blieb, vermutlich weil sie sehr weit vom eigentlichen Amtssitz entfernt lagen. Gleichzeitig forcierte man die Erwerbung weiterer Rechte in den Dörfern, um zum alleinigen Dorfherren aufsteigen zu können. Dieses Ziel hatten die Markgrafen am Ende des 15. Jahrhunderts erreicht.
In den sechs Maindörfern entstanden bald sogenannte Weistümer, Dorfordnungen, die das Zusammenleben regeln sollten. Sie waren die ersten ihrer Art in der weiteren Umgebung und sollten den Anspruch der Markgrafen festschreiben. Hier wurden auch die Hochgerichte erwähnt, die dreimal im Jahr in den Dörfern stattzufinden hatten. Der Würzburger Dompropstei gelang es, einige alte Rechte in den Dörfern zu behalten, unter anderem musste sie aber auch die Atzungsgelder bei den Hochgerichten zahlen, was jährlich hohe Summen verschlang.
Gleichzeitig kam es immer wieder zu kriegerischen Auseinandersetzungen zwischen Markgrafschaft und Hochstift. So wurden Sickershausen und Marktsteft im Jahr 1461 von Bischof Johann III. von Grumbach im Bayerischen Krieg besetzt und geplündert. Ein Jahr später fiel nach viertägiger Belagerung das Dorf Obernbreit, wobei „die Mauern um den Kirchhof und das Dorf“ zerstört wurden. Gnodstadt wurde dagegen mit einer Brandschatzung von 1200 Gulden belegt und entkam so der Zerstörung.
Die Markgrafschaft nahm unter Herrschaft von Georg dem Bekenner die Reformation an. Damit wurden auch die Bewohner der sechs Maindörfer lutherisch. Der konfessionelle Gegensatz führte in der Folgezeit mittelbar zum Ausbruch des Dreißigjährigen Krieges. In dieser kriegerischen Auseinandersetzung wurden weite Teile des Oberschultheißenamtes Obernbreit zerstört. So war der Amtssitz 1634 von katholischen Kaiserlichen besetzt und noch 1673 blieben Marktsteft und Sickershausen in katholischer Hand.
Der Konflikt hatte die konfessionellen Unterschiede weiter vertieft und die sechs Maindörfer blieben nun evangelisch-lutherisch geprägt. Zugleich blieb aber die katholische Dompropstei Rechteinhaber in den meisten der sechs Dörfer. Deshalb strebte die Propstei im 18. Jahrhundert die Ausweitung ihrer Rechte an. Die Markgrafen lenkten schließlich ein und erlaubten der Dompropstei eine niedervogteiliche Jurisdiktion. Allgemein scheiterte aber die katholische Seite an der Ausdehnung ihres Einflusses.
Im Jahr 1730 verlegte der Markgraf den Amtssitz des Oberschultheißenamtes von Obernbreit nach Marktsteft. Der Ort hatte gerade erst das Marktrecht erhalten und stieg in der Folgezeit zu einem wichtigen Handelsplatz am Main auf. Im Jahr 1791 gelangten die sechs ansbachischen Maindörfer unter preußische Herrschaft. Erst 1806 löste man die alten Verbindungen auf, als das ehemals preußische Gebiet an das Kurfürstentum Bayern kam. Im Jahr 1810 gelangten Marktsteft, Sickershausen und Obernbreit an das Großherzogtum Würzburg, was die Verbindungen endgültig zerstörte. Heute liegen die Dörfer in Unter- bzw. Mittelfranken.

## Umfang des Oberschultheißenamtes
| - Gnodstadt ⊙ - Marktsteft ⊙ - Martinsheim ⊙ |  | - Oberickelsheim ⊙ - Obernbreit ⊙ - Sickershausen ⊙ |

Die sechs ansbachischen Maindörfer waren dem Oberamt Creglingen unterstellt, dem zusätzlich mehrere Orte im heutigen Main-Tauber-Kreis in Baden-Württemberg zugeordnet worden waren. Der Oberamtmann entstammte dem Adel und hatte vor allem repräsentative Aufgaben wahrzunehmen. Die Zugehörungen am Main besuchte er nur selten, lediglich während der Hochgerichtsmahlzeiten und bei Treibjagden sind die Oberamtmänner in den sechs Maindörfern nachzuweisen.
Das Oberschultheißenamt in Obernbreit, später Marktsteft, nahm dagegen fast ohne Einfluss des Amtmannes eigenständig Verwaltungsaufgaben wahr. Gerichtlich waren die Orte allerdings bei Zivilklagen dem hochstiftischen Zentgericht in Kitzingen zugeordnet. Die Hochgerichtsbarkeit nahm nach wie vor das Zentgericht Creglingen vor. Die Amtsgebäude waren repräsentative Häuser in der Ortsmitte von Obernbreit bzw. Marktsteft. Noch vor der Amtsverlegung im Jahr 1730 errichtete man in der heutigen Herrnstraße 14 in Marktsteft ein großes Amtshaus.
Neben den sechs Maindörfern Gnodstadt, Marktsteft, Martinsheim, Oberickelsheim, Obernbreit und Sickershausen, in denen der Markgraf die meisten Rechte auf sich vereinen konnte, umfasste der Amtsbezirk auch noch verzeinelte Untertanen in anderen Orten. So erwarb man 1608 Güter in Ingolstadt bei Sugenheim, Krautostheim, Ezelheim, Ermetzhofen, Lenkersheim und weiteren Dörfern. Die neu erworbenen Untertanen, die zuvor den Herren von Waldenfels zugehörig waren, wurden fortan in eigenen Listen gesondert geführt.
In den sechs Dörfern lebten aber bis zur Auflösung der Markgrafschaft immer auch Untertanen anderer Herren. So zählte man beispielsweise 1732 in Martinsheim 38 brandenburgisch-ansbachische Bürger, neun Untertanen des Fürstbischofs von Würzburg, zwei, die der Dompropstei zugeordnet waren, drei Untertanen der Kartause Tückelhausen, einer der Herren von Hutten und zwölf Untertanen der Fürsten von Schwarzenberg.

## Oberschultheißen (Auswahl)
Die Oberschultheißen der sechs Maindörfer hatten teilweise eine akademische Ausbildung und rekrutierten sich immer aus bürgerlichen Schichten der zur Markgrafschaft gehörenden Orte. Die Schultheißen waren den Ortsschultheißen übergeordnet und besuchten die öffentlichen Anklagetage in den einzelnen Dörfern. Zugleich waren sie auch für die Steuereintreibung zuständig. Besonders viel Zeit nahm bei der Amtsführung die Bearbeitung der Amtspost in Anspruch, mit der die übergeordneten Behörden in Creglingen bzw. Ansbach unterrichtet wurden.
- Zacharias Gostenhöfer (* 1590; † 1653)
- Johann Erhard Schöner (gen. 1665)
- Johann Ludwig Jäger (gen. 1666)
- Lorenz Koch († 1698)
- Johann Konrad Dürr (bis 1704)
- Gottfried Mayer
- Johann Siegfried Billing (bis 1722)
- Friedrich Paul Hofmann (1722–1724)
- Johann Luz (* 1677; 1724–nach 1741; † 1752)
- Johann David Luz (* 1719; ab 1741; † 1764)
- Johann Georg Stauch (* 1733; bis 1776)
- Johann Leonhard John († 1785)
- Carl Johannes David Girbert (1786–1797)